# Рякуду, Рямизард
Рямизард Рякуду (индон. Ryamizard Ryacudu; произношениео файле род. 21 апреля 1950, Палембанг, Южная Суматра) — индонезийский военный и государственный деятель, генерал в отставке. Министр обороны Индонезии (2014—2019) в кабинете президента Джоко Видодо. Также занимал должности начальника штаба Сухопутных войск Индонезии (2002—2005), руководителя Командования стратегического резерва Сухопутных войск (Кострад) (2000—2002) и командующего V военным округом «Бравиджая» (1999—2000).

## Биография
Рямизард Рякуду родился 21 апреля 1950 года в Палембанге, в семье будущего генерал-майора индонезийской армии Мусаннифа Рякуду. В 1974 году окончил Академию Вооружённых сил Республики Индонезии и поступил на службу в армию. С конца 1990-х до 2005 года служил на высших командных должностях в Национальной армии Индонезии, после чего уволился из армии и начал политическую карьеру. Индонезийская пресса отмечала тесные связи Рякуду с Мегавати Сукарнопутри, президентом Индонезии в 2001—2005 годах. Также Рякуду назывался в числе вероятных кандидатов в вице-президенты при Мегавати на выборах 2009 года и при её однопартийце Джоко Видодо на выборах 2014 года; в первом случае итоговым кандидатом стал Прабово Субианто, а во втором — Юсуф Калла. После победы Джоко Видодо на президентских выборах 2014 года Рякуду вошёл в состав его кабинета в качестве министра обороны.

## Высказывания
В 2016 году Рякуду сделал резонансное высказывание по поводу массовых убийств 1965—1966 годов, заявив, что их жертвы, в основном коммунисты и сочувствующие им лица, «заслуживали смерти».

## Семья
Отец Рямизарда Рякуду — генерал-майор Мусанниф Рякуду, мать — Зухария Рякуду (индон. Zuhariah Ryacudu). Жена — Нора Тристьяна (индон. Nora Tristyana), дочь бывшего главнокомандующего Национальной армией Индонезии и вице-президента Индонезии Три Сутрисно. В семье Рямизарда Рякуду трое детей: Ряно Патия Аманза (индон. Ryano Patria Amanzha), Двинанда Патрия Норянза (индон. Dwinanda Patria Noryanzha) и Тринанда Патрия Нуграха (индон. Trynanda Patria Nugraha).